# Василиј Березуцки
Василиј Владимирович Березуцки (рус. Васи́лий Влади́мирович Березу́цкий; 20. јун 1982) руски је фудбалски тренер и бивши фудбалер који је играо на позицији централног бека и десног бека у одбрани.

## Клупска каријера
Јуниорску каријеру је почео у Смени где је провео девет година, а након тога је отишао у Торпедо ЗИЛ у којем је касније одиграо две сезоне. Године 2001. је прешао у ЦСКА Москву за коју је одиграо преко 500 утакмица укупно и провео 16 сезона. Дана 21. јула 2018. године објавио је да завршава каријеру.

## Репрезентативна каријера
Наступао је за селекцију Русије до 21 године. За сениорски тим је дебитовао 7. јуна 2003. године против Швајцарске. Био је у саставу Русије на Европским првенствима 2008 и 2016 и Светском првенству 2014. Забележио је 101 утакмицу за репрезентацију Русије и постигао пет голова.
Дана 7. марта 2018. године је заједно са братим Алексејем завршио репрезентативну каријеру.

## Приватни живот
Његов брат близанац Алексеј је такође бивши фудбалер и са њим је заједно играо у Торпеду и ЦСКА Москви.

## Успеси
ЦСКА
- Куп УЕФА: 2004/05.
- Премијер лига Русије: 2003, 2005, 2006, 2012/13, 2013/14, 2015/16.
- Куп Русије: 2001/02, 2004/05, 2005/06, 2007/08, 2008/09, 2010/11, 2012/13.
- Суперкуп Русије: 2004, 2006, 2007, 2009, 2013.